# باشگاه فوتبال وویوودینا
باشگاه فوتبال وویوودینا (انگلیسی: FK Vojvodina) یک باشگاه فوتبال در کشور صربستان است.
این باشگاه که در شهر نووی ساد قرار دارد در سال ۱۹۱۴ تأسیس شده است و سابقه یک قهرمانی در جام حذفی فوتبال صربستان دارد.